# Gambijski dalasi
Gambijski dalasi, ISO 4217: GMD, je valuta Gambije. Dijeli se na 100 bututa.
Dalasi se koristi od 1971. godine, kada je zamijenio gambijsku funtu u odnosu 1 funta za 5 dalasija. Te je godine pušten u optjecaj kovani novac od 1, 5, 10, 25, 50 bututa i 1 dalasija. Od kada se 1987. počeo koristiti novi gambijski dalasi, u optjecaju su kovanice od 25 i 50 bututa, te 1 dalasija. Novčanice u optjecaju su od: 1, 5, 10, 25 i 50 dalasija.